# Sinotherium lagrelii
Sinotherium lagrelli (Sinotherium перекладається як китайський звір) — викопний вид непарнокопитних ссавців родини Носорогові (Rhinocerotidae). Викопні рештки виду відомі з відкладень кінця міоцену і пліоцену (9,5-3,6 млн років тому). Він був предком еласмотерія. Його скам'янілості були знайдені в західних районах Китаю, Монголії, Казахстані, Таджикистані. Sinotherium відійшов від предків роду Iranotherium, що був виявлений в Ірані з пліоцену. Sinotherium є одним з найбільших членів родини Rhinocerotidae і, за оцінками, важили до 7 тонн.